# لوك بيري
لوك بيري (بالإنجليزية: Luke Perry) (و. 1966  م) هو ممثل تلفزي، وممثل، وممثل أفلام، ومؤدي أصوات، من الولايات المتحدة، ولد في مانسفيلد، أوهايو.

## وصلات خارجية
- لوك بيري (فريد اندروز) على موقع IMDb (الإنجليزية)
- لوك بيري (فريد اندروز) على موقع روتن توميتوز (الإنجليزية)
- لوك بيري (فريد اندروز) على موقع ألو سيني (الفرنسية)
- لوك بيري (فريد اندروز) على موقع ميوزك برينز (الإنجليزية)
- لوك بيري (فريد اندروز) على موقع تيرنر كلاسيك موفيز (الإنجليزية)
- لوك بيري (فريد اندروز) على موقع أول موفي (الإنجليزية)
- لوك بيري (فريد اندروز) على موقع قاعدة بيانات برودواي على الإنترنت (الإنجليزية)
- لوك بيري (فريد اندروز) على موقع قاعدة بيانات الأفلام السويدية (السويدية)
- لوك بيري (فريد اندروز) على موقع إن إن دي بي (الإنجليزية)
- لوك بيري (فريد اندروز) على موقع قاعدة بيانات الفيلم (الإنجليزية)